# Roger Cartier
Pour les articles homonymes, voir Cartier.
Roger Cartier, né le 9 décembre 1893 à Saujon et mort le 21 octobre 1971 à Cannes, est un affichiste de cinéma, un caricaturiste de presse, un dessinateur publicitaire, un illustrateur de partitions et, dans une moindre mesure, peintre.

## Biographie
Les renseignements que l'on peut trouver sont issus de la Bibliothèque nationale de France. Ils concernent essentiellement sa vie professionnelle : les affiches de films avec mention des imprimeurs et des éditeurs. Sur le même site on indique qu'il a collaboré à Gringoire en 1929 et qu'il a exposé au Salon des humoristes la même année.

## Affiches de cinéma
La Bibliothèque nationale possède plus de 120 affiches de films différents et beaucoup plus car on voit, sur la liste, que pour le même film il pouvait créer plusieurs propositions.
De plus, beaucoup d'autres affiches, et pas seulement de films, sont reproduites dans les sites internet ainsi que des illustrations, des peintures, des pages de bandes dessinées
Ci-dessous en voici quelques-unes qui ne figurent pas dans la liste des documents fournie par la Bnf. Attention la Bnf n'a pas les mêmes critères de classement alphabétique des titres que des maisons d'édition et autres : elle intègre les articles définis. Par exemple La Bonne étoile sera classé dans les titres commençant par "L" et non dans ceux commençant par "B".
Si possible et de préférence, les dates sont celles de la réalisation de l'affiche ; ou, à défaut, de la sortie ou ressortie des films en France, ou de la sortie originale.

### Années 1920
- 1929 :
  - Mickey laboureur, de Walt Disney
  - Les deux Timides, de René Clair

### Années 1930
- 1931 :
  - À nous la liberté, de René Clair
  - Circulez !, de Jean de Limur
  - En bordée, de Joe Francis
  - On purge bébé, de Jean Renoir
  - Une belle garce, de Marco de Gastyne
- 1932 :
  - Ah ! Quelle gare !, de René Guissart
  - Avec l'assurance, de Roger Capellani
  - Le Bidon d'or, de Christian-Jaque
  - Cinq nuits sans sommeil (en), de Thomas Bentley
  - Je serai seule après minuit, de Jacques de Baroncelli
  - Le Rosier de madame Husson, de Dominique Bernard-Deschamps
  - Ma cousine de Varsovie, de Carmine Gallone
- 1933 :
  - L'Amour guide, de Norman Taurog
  - Le Chasseur de chez Maxim's, de Charles Anton
  - Miche, de Jean de Marguenat
  - Silence, on tourne !, de Clyde Bruckman
- 1934 : Le Train de 8 heures 47, de Henri Wulschleger
- 1935 :
  - Ferdinand le noceur, de René Sti
  - Golgotha, de Julien Duvivier
  - Un oiseau rare, de Richard Pottier
- 1936 :
  - Arènes joyeuses, de Karl Anton
  - La Bohémienne, de James W. Horne
  - Bichon, de Fernand Rivers
  - Les Gaîtés de la finance, de Jack Forrester
  - Gangster malgré lui, d'André Hugon
  - Messieurs les ronds-de-cuir, de Yves Mirande
  - Les Mutinés de l'Elseneur, de Pierre Chenal
- 1937 :
  - Les Dégourdis de la 11e, de Christian-Jaque
  - François 1er, de Christian-Jaque
  - Ignace, de Pierre Colombier
  - Josette, de Christian-Jaque
  - Monsieur Bégonia, d'André Hugon
  - Le Porte-veine, de André Berthomieu
  - Vous n'avez rien à déclarer ?, de Léo Joannon
- 1938 :
  - Tire-au-flanc, de Henri Wulschleger
  - Une de la cavalerie, de Maurice Cammage
- 1939 :
  - Berlingot et Compagnie, de Fernand Rivers
  - Les Cinq Sous de Lavarède, de Maurice Cammage
  - Circonstances atténuantes, de Jean Boyer
  - Fric-Frac, de Claude Autant-Lara et Maurice Lehmann
  - Ils étaient neuf célibataires, de Sacha Guitry
  - Noix de coco, de Jean Boyer

### Années 1940
- 1940 :
  - Bach en correctionnelle, de Henry Wulschleger
  - Bécassine, de Pierre Caron
  - Monsieur Hector, de Maurice Cammage
  - Narcisse, d'Ayres d'Aguiar
  - Le Roi des galéjeurs, de Fernand Rivers
  - Soyez les bienvenus, de Jacques de Baroncelli
- 1941 :
  - Montmartre-sur-Seine, de Georges Lacombe
  - Cartacalha, reine des gitans, de Léon Mathot
- 1942 :
  - La Croisées des chemins, d'André Berthomieu
  - Croisières sidérales, d'André Zwobada
  - Frédérica de Jean Boyer
  - Le Grand Combat, de Bernard Roland
  - Le journal tombe à cinq heures, de Georges Lacombe
  - Mademoiselle Swing, de Richard Pottier
  - Le Mariage de Chiffon, de Claude Autant-Lara
  - Promesse à l'inconnue, d'André Berthomieu
- 1943 :
  - Les Ailes blanches, de Robert Péguy
  - L'Appel du bled, de Maurice Gleize
  - La Bonne Étoile, de Jean Boyer
  - Mademoiselle Béatrice, de Max de Vaucorbeil
  - Ne le criez pas sur les toits, de Jacques Daniel-Norman
  - Un chapeau de paille d'Italie, de Maurice Cammage
- 1944 :
  - Service de nuit, de Jean Faurez
  - Vautrin, de Pierre Billon
  - Vingt-quatre Heures de perm', de Maurice Cloche
- 1945 : Les Cadets de l'océan, de Jean Dréville
- 1946 :
  - Au pays des cigales, de Maurice Cam
  - Blondine, de Henri Mahé
  - Les Deux Légionnaires, de James W. Horne
  - Gargousse, de Henry Wulschleger
  - On demande un ménage, de Maurice Cam
  - Studio en folies, de Walter Kapps
- 1947 : Le Secret du Florida, de Jacques Houssin
- 1948 : 
  - Parade du rire, de Roger Verdier
  - La Parade du temps perdu, de Jean Dréville
  - Tierce à coeur, de Jacques de Casembroot
- 1949 :
  - Amédée, de Gilles Grangier
  - Bonheur en location, de Jean Wall
  - Le Cavalier fantôme, de Joseph Kane
  - Le Martyr de Bougival, de Jean Loubignac
  - Ronde de nuit, de François Campaux

### Années 1950
- 1950 :
  - Les Amants passionnés, de David Lean
  - Francis, le mulet qui parle, de Arthur Lubin
- 1951 :
  - Les Deux Gamines, de Maurice de Canonge
  - Deux Nigauds et l'homme invisible, de Charles Lamont
  - La Passante, de Henri Calef
  - La Rose rouge, de Marcel Pagliero
  - La Table-aux-crevés, de Henri Verneuil
  - Terreur en Oklahoma, de Paul Paviot
- 1953 : Deux Nigauds contre Dr. Jekyll et Mr. Hyde, de Charles Lamont
- 1954 :
  - Ah ! les belles bacchantes, de Jean Loubignac
  - Piédalu député, de Jean Loubignac
- 1955 : Razzia sur la chnouf, de Henri Decoin

## Autres œuvres
- 1944 : La Libération de Paris, affiche signée et datée du 15 aout 1944

### Caricatures
Charlie Chaplin, Maurice Chevalier, Mistinguett,...

### Affiches pour spectacles de théâtre
- 1950 : La mariée en a deux, mise en scène de Jean de Létraz